# Solage
Solage   (segle XIV - 1403 (Gregorià) (<1460)) va ser un compositor francès, actiu a la fi del segle xiv, que va compondre la major part de les peces contingudes en el Codi de Chantilly, la principal font de la música dels ars subtilior, escola de música que florí a Avinyó cap al final del segle xiv. Un dels seguidors d'aquest estil musical fou l'italià Matteo da Perugia.
No se sap res de la seva vida, més enllà del que es pot deduir dels textos de la seva pròpia música. Dedicacions i referències específiques en les seves cançons indiquen que probablement va estar a la cort reial francesa. En el seu chanson Pluseurs gens, menciona Jacqueline, el nebot de Felip, duc de Borgoña, que va néixer el 1401 i li va donar feina el 1403: aquesta és l'última referència datable en la seva música.
Estilísticament, la major part de la seva música és típica del període 1380-1390, que mostra una major atenció a la forma en una escala més gran del que prèviament havia estat en general, juntament amb l'augment de l'ús de canvis per ajudar a mantenir els cants més llarg junts. No obstant això, part de la seva música va ser molt experimental, per exemple, el fumume Fumeux fume par Funk ("Els únics fums a través del fum"), en què els cantants semblen haver-se perdut completament, el cant, cromàticament, cada vegada notes més baixes; conté un teixit vocal entre els més baixos que s'utilitzen en composicions de l'època. Amb la cançó Solage va posar en la sàtira "fumisterie" d'un grup, que es fa dir "Companyia dels fumadors" (potser el nom del fundador, un misteriós "Jean Fumeux"), que incloïa el nebot de Guillaume de Machaut. El text acusa el grup de perdre en "fum fumat en el fum" (un joc de paraules amb "parell fumee", que també sona com "pro-fum"), és a dir, "especulacions intel·lectuals plens de fum" fer "en fum seva pensaments "el meu cap fuma ") El concepte es destaca per una escriptura lambiccata, recorrent a colors inusuals per a l'època.
Només deu composicions són indubtablement atribuïbles a Solage, però altres s'atribueixen per motius estilístics. Tots els dotze estan continguts en el Codi de Chantilly i consten de 9 balades, 2 virelai i un rondo (Fumeux fume). Totes les composicions de Solage van ser gravades per Gothic Voices per a l'etiqueta Avie Records.

## Discografia
- 2004 – Zodiac. Ars nova and Ars subtilior in the Low Countries and Europe Capilla Flamenca. Eufoda 1360.
- The Early Music Consort of London/David Munrow: "The Art of Courtly Love: Late 14th Century Avant Garde". EMI LP 1973. ASD 3621. Includes "Fumeux fume" and "Helas! je voy mon cuer". També s'emet com a part d'una caixa, "The Art of Courtly Love".